# Athletics (乐队)
Athletics，是一支来自美国的后摇滚乐队，于2010年在新泽西州阿斯伯里帕克成立。他们的音乐以情感丰富和氛围浓厚著称。乐队的成员包括Jimmy Boyce、John Cannon、Howie Cohen、Zachary West和Garrett Yaeger。

## 历史
Athletics原先是一支独立摇滚乐队，于2008年秋天在美国纽约州的奥尼昂塔成立。乐队的创立者Garrett Yaeger和John Cannon离开了The Cast Before The Break。Garrett最初将Athletics作为一个个人项目，但很快就变成了一个完整的乐队，乐队最初由吉他手兼主唱John Cannon、鼓手 Brendan Hourican、贝斯手Zach Zarillo和吉他手 Howie Cohen组建。受天空爆炸和This Will Destroy You（这将毁灭你）等后摇滚先驱影响，同时融合Mineral、American Football等情绪摇滚乐队的诗意叙事，Athletics在首张EP《Athletics》（2008）中尝试将数学摇滚节奏与氛围音墙结合，例如《I》一曲长达9分钟的渐进式结构，被《Sputnikmusic》评为“向Slint《Spiderland》的当代致敬”，作为一个乐队，他们创作了足够的材料来录制一张名为《Sleep Comes In Interludes》的五首歌的迷你专辑，这张专辑是在Oneonta录制的，由他们在The Cast Before The Break的前乐队成员TJFoster制作 。
2009年，乐队签约独立厂牌Deep Elm Records，推出首张全长专辑《Why Aren’t I Home?》。该专辑通过八首曲目构建连贯叙事，以“离家”隐喻精神漂泊状态。主打曲《III》运用双吉他对话式旋律线，在6/8拍基础上叠加分解联奏，被《AbsolutePunk》网站称为“后摇滚版的《The Devil and God Are Raging Inside Me》”。  
发布EP后，Athletics继续创作更多的歌曲，直到他们准备好录制一张完整的专辑。Athletics乐队在2010年冬春季节的几个月里，在纽约州的奥尼昂塔录制了他们的首张完整专辑《Why Aren'tI Home?》。这些曲目由Moving Mountains的Greg Dunn制作，并于2010年10月26日通过Deep ElmRecords发行。2012年，Athletics发行了他们的第二张全长专辑《Who You Are Is Not Enough》  ，这张专辑由Moving Mountains 的Gregory Dunn 混音，专辑封面采用抽象水墨画，灵感源自日本物哀美学，呼应歌词中“自我解构”主题。该专辑在Bandcamp平台连续37周占据后摇滚类销量前十。
2013年后，乐队进入非活动状态，成员转向其他项目，尽管未正式宣布解散，但其作品持续影响新一代后摇滚创作者。2015年，Athletics乐队被Alternative Press评选为“你需要知道的 100 支乐队（100 Bands You Need To Know）”之一 。2016年，发行EP《When To Run, Where To Hide》。
现在，乐队所有作品均保留于Deep Elm Records 官方数字平台，黑胶再版由德国厂牌Dunk!Records于2020年发行。虽无重组迹象，但John Cannon在2022年Reddit AMA中透露：“那些歌曲仍是我们灵魂的棱镜”。

## 作品

### 录音室专辑
- Why Aren't I Home (2010, Deep Elm)
- Who You Are Is Not Enough (2012, self-released)

### EP
- Stop Torturing Yourself (2012, Deep Elm)
- When To Run, Where To Hide (2016, Deep Elm)

## 巡演
- Athletics 2024 live in China（2024）[8]